# La Raison
Pour les articles homonymes, voir Raison (homonymie).
La Raison est une publication de la Libre Pensée. Originellement fondée en 1889 à Bruxelles, le titre est toujours actif, après plusieurs refondations. Cette revue milite pour la laïcité.

## Histoire
En 1889, Léon Furnémont lance à Bruxelles le premier numéro de La Raison : bulletin officiel de la Fédération nationale des libres penseurs belges , un hebdomadaire.
Les premiers cercles de libres penseurs furent fondés en France en 1847. En 1890, les différents mouvements sont unifiés dans une Fédération française de la Libre-Pensée (qui deviendra plus tard la Fédération nationale de la libre pensée). La Libre Pensée repose sur quatre principes : anticléricalisme, antidogmatisme, antimilitarisme et refus de toute oppression économique.
En novembre 1902, à l’initiative de Victor Charbonnel, éditorialiste pour l’hebdomadaire La Raison, est formée une Association nationale des libres-penseurs de France qui « agira parallèlement à la fédération française » de la Libre Pensée. En 1907, Charbonnel refonde La Raison, en « journal-revue » mensuel et en prend la direction.
Dans la Commission exécutive de cette association, on trouvait : des dreyfusards, comme Alphonse Aulard ; des radicaux, comme Ferdinand Buisson ; des socialistes, comme Jean Allemane, Aristide Briand, Marcel Sembat ; et des anarchistes, comme Sébastien Faure.

## Postérité
De 1933 à 1936, La Raison est l'organe de la Fédération anarchiste de Normandie.
En 1943 à Toulouse, à l'initiative de Jean-René Saulière, qui anime depuis Marseille un réseau anarchiste dans le Midi de la France, est imprimé dans la clandestinité, par les Frères Lion, le journal La Raison, « organe de la Fédération Internationale Syndicaliste Révolutionnaire ».
De 1946 à 1955, la Fédération nationale des libres penseurs de France et l'Union française de la libre pensée publient La Raison militante. Ce titre est toujours édité aujourd'hui par l'Association des Libres penseurs de France (ADLPF)
En 1956, André Lorulot et Jean Cotereau refondent La Raison, « Organe d'action laïque et de propagande rationaliste »,,. Ce titre est toujours édité par la Fédération nationale de la libre pensée.

## Sources
- René Rémond, L'Anticléricalisme en France de 1815 à nos jours, Paris, Fayard, 1976, pages 186 et suivantes.
- François Dujay, « Voyage chez les « bouffeurs de cures » », sur L'Histoire, mai 1996.